# Jan Garemijn
Jan Garemijn, parfois écrit « Garemyn », né à Bruges le 15 avril 1712 et mort dans la même ville le 23 juin 1799 est un peintre et dessinateur flamand.

## Biographie
Jan Antoon Garemijn est né à Bruges le 15 avril 1712. 

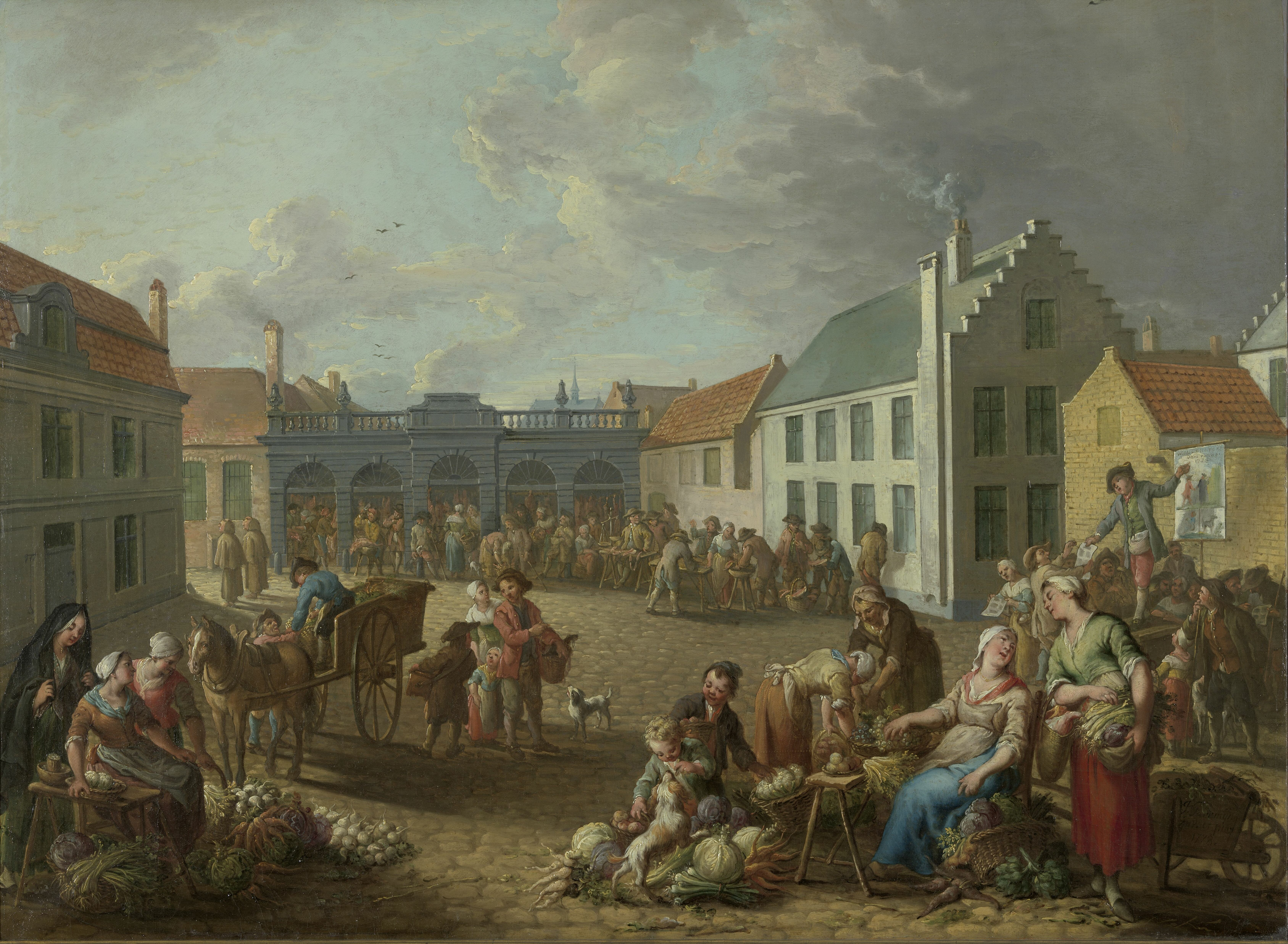
Le Pandreitje à Bruges, 1778, Bruges, musée Groeninge.

Ses parents, le tonnelier Frans Garemijn, qui mourut jeune vers 1716, et Magdalena Missiaens s’étaient mariés à Bruges en 1710, dans la chapelle des Boulangers de la cathédrale Saint-Donatien.
Tant son père que sa mère étaient originaires de Bruges. Son père, Franciscus Gaeremyn, était né à Bruges en 1683. Sa mère, Magdalena Messiaens, ou Missiaens, était née à Bruges  en 1687, et elle y mourut en 1738.
Ils eurent plusieurs enfants. On leur connaît : Frans né en 1711 et mort  en 1772, Jan Antoon lui-même, né en 1712, Anna née  en 1714 et qui se chargea jusqu'à son décès en 1789 du ménage de son frère Jan, Emanuel né en 1715 et vraisemblablement une fille morte en bas âge en 1717. L'avant-dernier enfant, Emanuel, fut tenu sur les fonts baptismaux par son oncle, le chapelain de Saint-Donatien Emanuel Gaerremin. 
Dès l'âge de sept ans, le jeune Jan est apprenti auprès du sculpteur Rochus Aerts, puis étudiant à l'Académie des beaux-arts de Bruges, nouvellement fondée. Il y poursuit sa formation auprès de Henri Pulinx, de Lodewijk Roose et de Jacob Beernaert. Matthias de Visch lui fait découvrir la peinture italienne et lui enseigne l'art de Jean Antoine Watteau et de François Boucher.
Garemijn se spécialise dans la représentation haute en couleur de la vie quotidienne et populaire, telle qu'il la voit se dérouler autour de lui.
En 1765, il devient professeur et directeur de l'Académie des beaux-arts de Bruges. Cela le met en contact avec de nombreux ecclésiastiques, nobles et riches bourgeois qui soutiennent l'académie et qui lui passent des commandes à titre privé. Les nombreuses scènes religieuses qu'il réalise, sont dans le style conventionnel tel qu'il l'a  appris de ses maîtres. Il se montre plus spontané dans les peintures qui dépeignent les aspects pittoresques de la vie quotidienne. Ces peintures étaient souvent commandées pour être utilisées comme panneaux décoratifs dans les salons et les salles à manger.

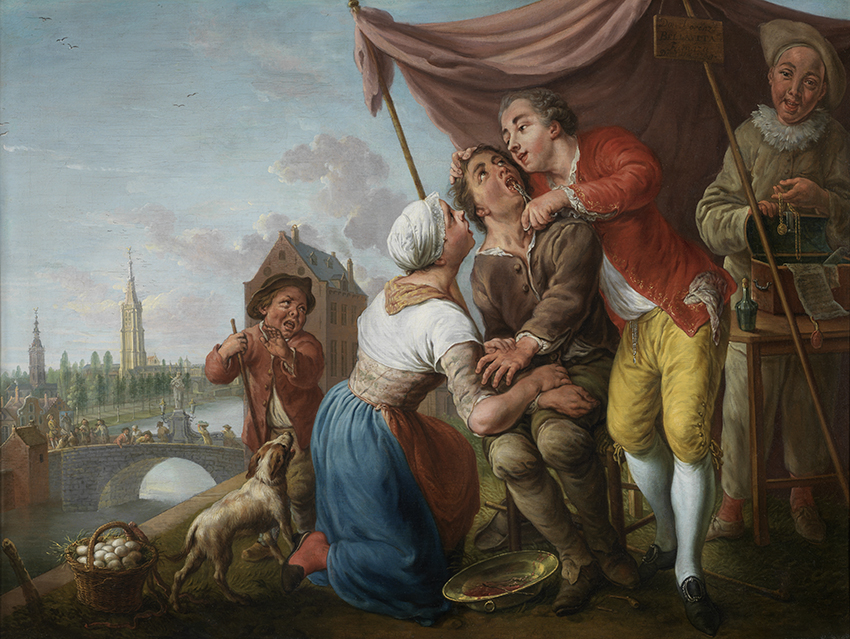
Don Lorenzo Bellavita, dentiste de renom, 1789, musée Groeninge.

En tant que professeur à l'académie qu'il dirige, Garemijn enseigne le dessin d'après le modèle masculin. Tout en supervisant la classe de dessin, il dessine lui-même de nombreux jeunes gens nus dans diverses poses, dessins qui sont en grand nombre conservés dans la collection des musées de Bruges. En 1775, une dispute entre professeurs, résulte en la démission du directeur Garemijn.
Garemijn fut un artiste très productif dont la devise était « Nulla dies sine linea » (« Pas un jour sans dessiner »). En tant que célibataire, il était libre de soucis familiaux, sa maison étant tenue par sa mère et ensuite par sa sœur. Il se constitua une collection avec des milliers d'œuvres, principalement des dessins, tant de lui-même que d'autres artistes.
Après la mort de sa sœur Anna en 1789, il épousa à Bruges sa servante, Francisca Achtergael (Dudzele, 18 octobre 1767 - Bruges, 1er janvier 1847) le 2 mai 1791. Nés en légitime mariage, les enfants nés durant le mariage portent son nom et sont légalement réputés être nés du mari : Jan Jozef (Bruges, 1796 - Bruges, 1849) et Frans Jan (Bruges, 5 janvier 1798 - Bruges, 4 fructidor an VI). Un troisième enfant, Marie-Anne (Bruges, 17 septembre 1799 - Bruges, 10 septembre 1873) naquit trois mois après sa mort. Il est cependant assez probable que le père de ces enfants était l'un de ses anciens modèles, le tailleur Jan-Olivier Staffijn (8 décembre 1763 - 13 janvier 1826), qui habitait chez lui et qui devint le second mari de la veuve après la mort de Garemijn. Il eut encore deux autres enfants avec elle : Joseph (Bruges, 1804 - Bruges, 1851) et Louis (Bruges, 1807 - Bruges, 1807).

Œuvres de Jan Garemijn
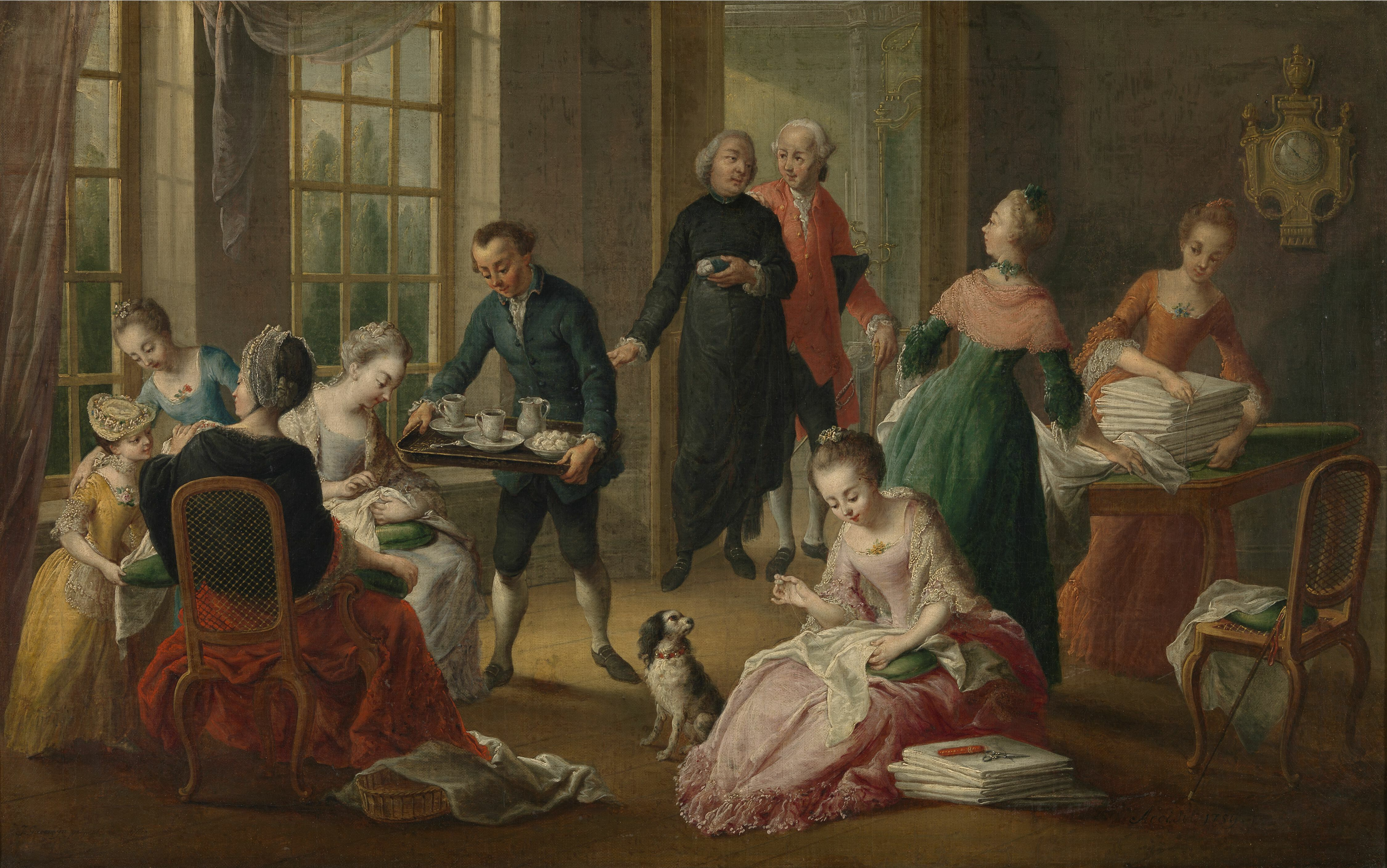
Le Goûter de l'après-midi, 1778, Bruges, musée Groeninge.
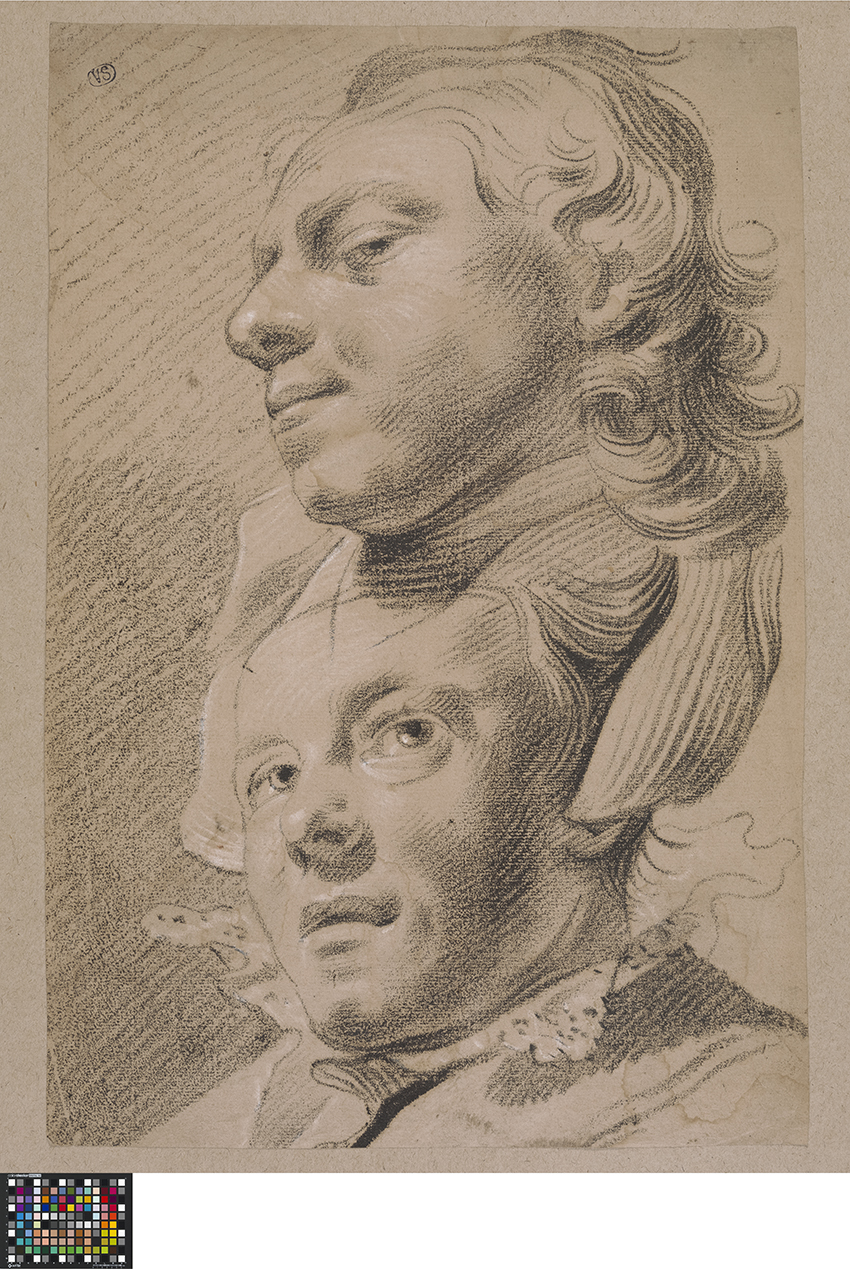
Têtes d'un jeune homme et d'une jeune femme, Bruges, musée Groeninge.
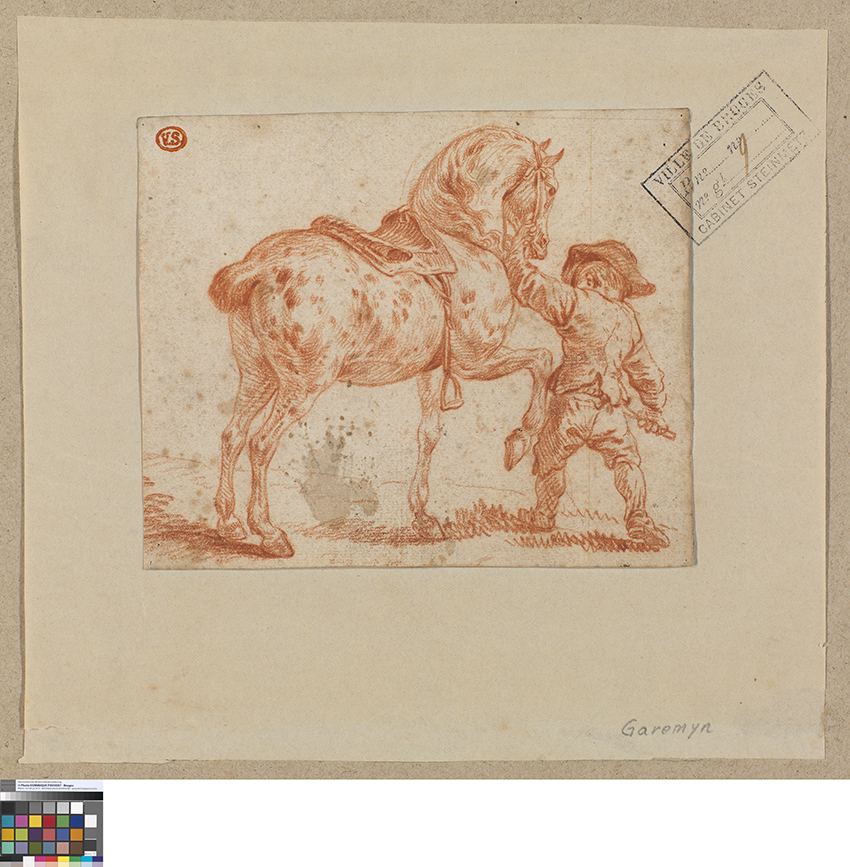
Garçon tenant un cheval, Bruges, musée Groeninge.
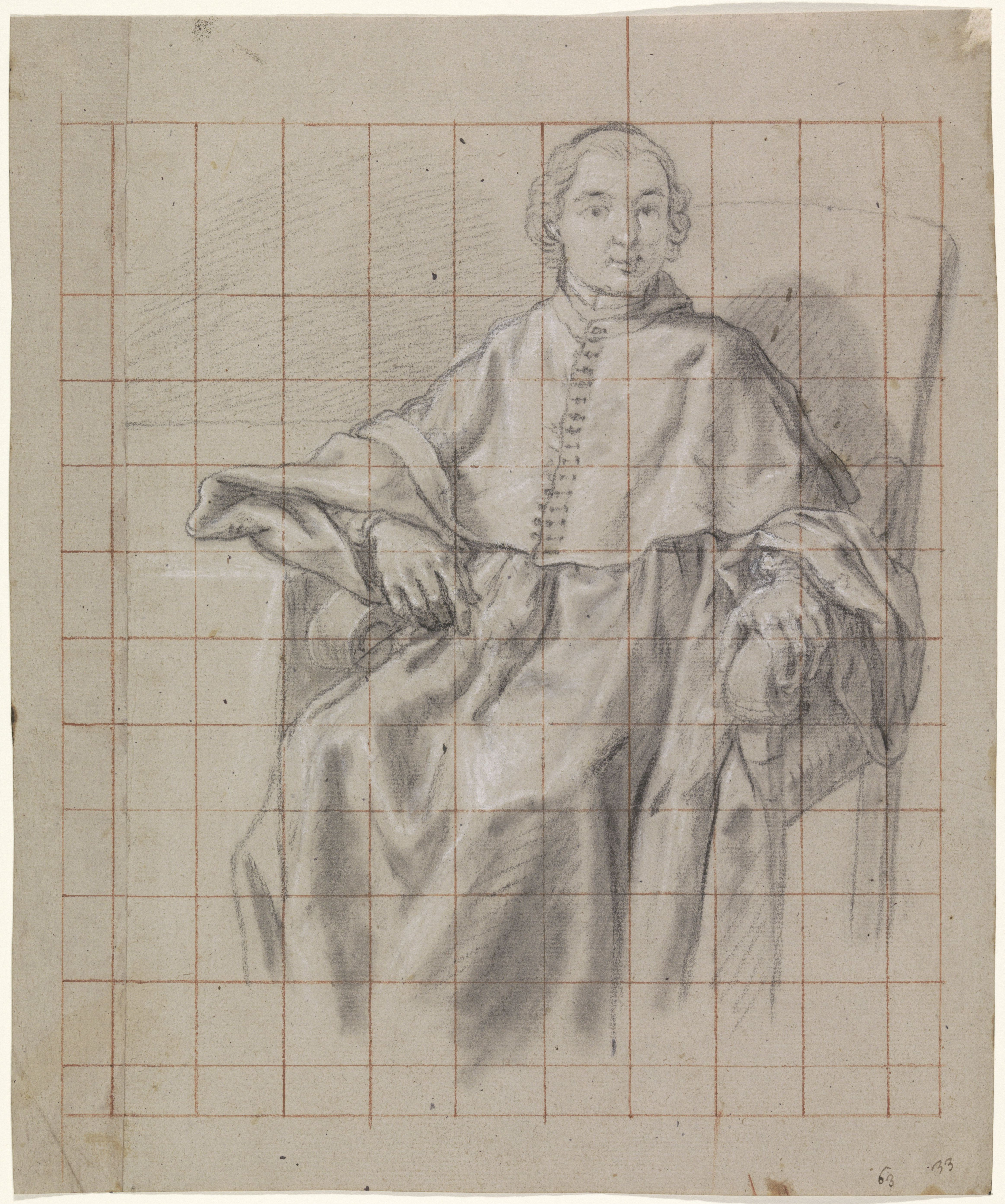
Portrait d'un clerc assis, presque en pied, de face, Amsterdam, Rijksmuseum.